# Lepanus pisoniae
Lepanus pisoniae är en skalbaggsart som beskrevs av Lea 1923. Lepanus pisoniae ingår i släktet Lepanus och familjen bladhorningar. Inga underarter finns listade i Catalogue of Life.